# Freeman Point
Der Freeman Point ist eine vereiste Landspitze an der Clarie-Küste des ostantarktischen Wilkeslands. Sie liegt unmittelbar westlich der Mündung des Freeman-Gletschers in die Perry Bay.
Das Advisory Committee on Antarctic Names benannte sie 1955 nach J. D. Freeman, Segelmacher auf der Sloop Peacock bei der United States Exploring Expedition (1838–1842) unter der Leitung des US-amerikanischen Polarforschers Charles Wilkes.